# جورج تورنر
جورج تورنر (بالإنجليزية: George Turner)‏ (1 يناير 1887 في المملكة المتحدة - 1 يناير 1958) هو لاعب كرة قدم بريطاني (وحمل سابقاً جنسية المملكة المتحدة لبريطانيا العظمى وأيرلندا) في مركز الدفاع. لعب مع ستوك سيتي.